# بيير موسى
بيير موسى (بالفرنسية: Pierre Moussa)‏ هو سياسي كونغولي، ولد في 24 يوليو 1941 في برازافيل في جمهورية الكونغو. نشط حزبياً في حزب العمال الكونغولي ‏. وقد انتخب Member of the National Assembly of the Republic of the Congo ‏.